# NGC 5770
NGC 5770 est une petite galaxie lenticulaire située dans la constellation de la Vierge. Sa vitesse par rapport au fond diffus cosmologique est de 1 677 ± 15 km/s, ce qui correspond à une distance de Hubble de 24,7 ± 1,8 Mpc (∼80,6 millions d'al). NGC 5770 a été découverte par l'astronome germano-britannique William Herschel en 1786.
À ce jour, trois mesures non basées sur le décalage vers le rouge (redshift) donnent une distance de 20,567 ± 2,542 Mpc (∼67,1 millions d'al), ce qui est à l'intérieur des valeurs de la distance de Hubble.

## Groupe d'IC 1066
Selon Abraham Mahtessian, NGC 5770 fait partie d'un groupe de galaxies qui compte 15 membres, le groupe d'IC 1066. IC 1066 n'est ni la plus brillante ni la plus grosse galaxie du groupe, mais c'est la première galaxie de la liste de Mahtessian. Plusieurs des galaxies de cette liste se trouvent dans d'autres groupes décrits par d'autres sources, dont NGC 5770 dans le groupe de NGC 5775. Les membres du groupe selon l'ordre décrit pas Mahtessian sont : IC 1066,IC 1067, NGC 5770 NGC 5774, NGC 5775, NGC 5806, NGC 5813, NGC 5831, NGC 5839, NGC 5838, NGC 5845, NGC 5846, NGC 5854, NGC 5864 et NGC 5869.
Puisque IC 1066 fait partie de l'Amas de la Vierge III, un des amas du superamas de la Vierge, le groupe d'IC 1066 en fait également partie.

## Groupe de NGC 5770
Selon A. M. Garcia et Richard Powell, NGC 5770 fait partie du groupe de NGC 5775. Ce groupe de galaxies compte cinq membres. Les quatre autres galaxies du groupe sont NGC 5774, NGC 5775, IC 1066 et IC 1067,.
Le groupe de NGC 5770 fait partie de l'Amas de la Vierge III, un des amas du superamas de la Vierge.